# Даніс Танович
Даніс Танович (босн. Danis Tanović; нар.. 20 лютого 1969, Зениця) — боснійський кінорежисер, сценарист, продюсер і композитор.

## Біографія
Навчався в університеті Сараєва, вступив там до Академії театрального мистецтва. Навчання довелося перервати через облоги міста. Знімав дії армії Боснії і Герцеговини. У 1995—1997 роках Даніс Танович навчався кіномистецтва в Брюсселі, зняв кілька документальних стрічок, що були піддані критиці. Першою великою роботою, яка мала успіх у публіки і критики, став його фільм «Нічия земля».
Другим його повнометражним проектом став «L'Enfer», завершений у 2005 році за сценарієм Кшиштофа Кишеловського та Кшиштофа Пієсевича. Фільм отримав неоднозначні відгуки.
У березні 2008 року Танович заявив, що засновуватиме політичну партію зі своїм товаришем, директором Діно Мустафічем, під назвою «Наша партія», кандидати від якої брали участь у місцевих виборах у жовтні 2008 року.
Громадянин Боснії і Бельгії, з 2007 року живе з сім'єю в Парижі. Входить до керівництва ліволіберальної «Нашої партії», що прагне об'єднати різні етнічні громади Боснії і Герцеговини.

## Вибрана фільмографія

### Режисер
- 2001 — Нічия земля / Ničija zemlja (премія Каннського МКФ та Європейської кіноакадемії за найкращий сценарій, Оскар за найкращий іноземний фільм, премія Сезар за найкращий дебютний фільм, премія глядацьких симпатій на Роттердамському МКФ)
- 2002 — 11 вересня / 11'09"01 September 11 (колективний проект, 42-і премії, включаючи Оскар, премію Європейської кіноакадемії, премію Сезар і Золотий глобус)
- 2005 — Ат / L ' enfer
- 2009 — Сортування / Triage
- 2010 — Цирк Колумбія / Cirkus Columbia (номінація на Оскар в категорії «Найкращий фільм іноземною мовою»)
- 2013 — Випадок з життя збирача заліза / Epizoda u zivotu beraca zeljeza (Велика премія журі Берлінського МКФ)
- 2014 — Тигри
- 2016 — Смерть у Сараєві
- 2020 — Убивства з листівками

### Сценарист
- 2001 — Нічия земля / Ničija zemlja
- 2002 — 11 вересня / 11'09"01 September 11
- 2009 — Сортування / Triage
- 2010 — Цирк Колумбія / Cirkus Columbia
- 2013 — Випадок з життя збирача заліза / Epizoda u zivotu beraca zeljeza
- 2014 — Тигри
- 2016 — Смерть у Сараєві

### Композитор
- 2001 — Нічия земля / Ničija zemlja
- 2005 — Ат / L ' enfer

## Визнання
Номінант і лауреат численних найбільших міжнародних премій.
Був членом журі Каннського міжнародного кінофестивалю (2003).